# غلامرضا شاه حسینی
غلام رضا شاه حسینی اردکانی معروف به غلامرضا شاه حسینی (زاده ۱ مرداد ۱۳۶۸ در سپیدان استان فارس) راگبی‌باز عضو تیم ملی ایران است. او کاپیتان تیم ملی راگبی ایران است و در مسابقات آسیایی تجربه قهرمانی‌های متعدد را در کارنامه خود دارد. شاه حسینی اردکانی در عرصه باشگاهی هم در تیم‌هایی مانند اوتانا شیراز، پسران شیراز، گاز خراسان، تن یار و داتیس تجربه فعالیت دارد.
او در سال 1394 برای حضور در مسابقات راگبی قهرمانی غرب آسیا کاروان تیم ملی راگبی کشور ایران در بیست و پنجم فروردین ماه عازم محل برگزاری این رقابت‌ها شد در حالی که بر اساس برنامه‌ریزی انجام شده کشور لبنان و شهر بیروت میزبانی این رقابت‌ها را بر عهده دارد.

## افتخارات
- ۱۴ سال حضور در تیم ملی راگبی ایران
- مدال نقره مسابقات بین‌المللی (کیش ۲۰۰۹)
- مدال طلا مسابقات قهرمانی غرب آسیا (دبی ۲۰۱۳)
- مدال طلا مسابقات قهرمانی غرب آسیا (العین ۲۰۱۴)
- مدال طلا مسابقات قهرمانی آسیای مرکزی (چنای ۲۰۱۴)
- مدال برنز مسابقات سید ۲ آسیا (دوحه ۲۰۱۴)
- مدال نقره مسابقات قهرمانی غرب آسیا (بیروت ۲۰۱۵)
- مدال نقره مسابقات سید 3 آسیا (تاشکند ۲۰۱۶)
- مدال نقره مسابقات سید 2 آسیا (بیروت ۲۰۱۷)
- مدال نقره مسابقات قهرمانی غرب آسیا (دوحه ۲۰۲۱)